# Мой король
«Мой король» (фр. Mon roi) — французский фильм режиссёра Майвенн Ле Беско, вышедший на экраны в 2015 году. Главные роли в картине исполнили Венсан Кассель и Эмманюэль Берко, которая получила приз 68-го Каннского кинофестиваля как лучшая актриса. Фильм был номинирован в 8 категориях на получение кинопремии «Сезар» 2016 года, в том числе за лучший фильм и за лучшую режиссёрскую работу. Премьера фильма в России состоялась 18 февраля 2016 года.

## Сюжет
Тони — женщина, которая проходит курс лечения в реабилитационном центре после травмы колена. Она заново учится ходить, однако к физическим страданиям добавляются тяжёлые воспоминания о прошлой жизни. На протяжении многих лет она пытается избавиться от пагубного влияния бывшего мужа, который разрушает её душу и от которого у неё есть сын. Для Тони начинается долгий и трудный процесс реабилитации — как физической, так и духовной, — в которой работа с телом, возможно, позволит освободить дух и научиться жить без страха.

## В ролях
| Актёр                    | Роль                          |
| ------------------------ | ----------------------------- |
| Венсан Кассель           | Джорджо Милевски              |
| Эмманюэль Берко          | Тони                          |
| Луи Гаррель              | Солаль                        |
| Изильд Ле Беско          | Бабетта                       |
| Людовик Бертийо          | оружейник                     |
| Кристель Сен-Луи Огюстен | Аньес, бывшая девушка Джорджо |
| Венсан Немет             | детский психиатр              |
| Ромен Сондери            | шеф-повар                     |